# Tri-Ace
tri-Ace, Incorporated (株式会社トライエース, Kabushiki Gaisha Toraiēsu) é uma empresa japonesa desenvolvedora de jogo eletrônico. Fundada em 1995 pelos ex-membros da Telenet Japan. Yoshiharu Gotanda (Programador e atual Presidente da tri-Ace), Masaki Norimoto (Game designer) e Joe Asanuma (Diretor). O nome da empresa é um jogo de palavra em relação com os "Três Ases" que formaram a empresa. Todos os jogos da tri-Ace tem sido publicado por Square Enix (Originalmente pela Enix).
O grupo só faz exclusivamente RPGs para videogames e são conhecidos por dar a seus jogos um sistema de batalha repleto de ação e um sistema de habilidades complexo. O estilo foi marcado quando os fundadores da tri-Ace trabalharam em Telenet Japan, Wolf Team, e criaram Tales of Phantasia. Este jogo, publicado pela Namco, pode-se dizer que foi o precursor da tri-Ace para os jogos de Star Ocean, já que possui um sistema de batalha onde controlamos a um personagem e a AI controla o resto, além disso o jogador pode asignar ataques especiais e habilidades a diferentes botões do controle. Outro exemplo deste design é Radiata Stories.

## Lista de jogos

### Série Star Ocean
- Star Ocean (Super Famicom) (19 de julho de 1996).
- Star Ocean: Blue Sphere (GameBoy Color) (28 de junho de 2001).
- Star Ocean: The Second Story (Playstation) (30 de julho de 1998).
- Star Ocean: Till the End of Time (Playstation 2) (27 de fevereiro de 2003).
- Star Ocean: Till the End of Time: Director's Cut (PS2) (27 de janeiro de 2004).
- Star Ocean: The First Departure (PSP) (2008)
- Star Ocean: The Second Evolution (PSP) (2008)
- Star Ocean: The Last Hope (Xbox360).
- Star Ocean : The Last Hope International (Playstation 3) 2010

### Série Valkyrie Profile
- Valkyrie Profile (Playstation) (22 de dezembro de 1999).
- Valkyrie Profile 2: Silmeria (Playstation 2) (22 de junho de 2006).
- Valkyrie Profile: Lenneth (PSP) (2 de março de 2006).
- Valkyrie Profile: The Accused One (Nintendo DS) (1 de novembro de 2008).

### Outros jogos
- Radiata Stories (Playstation 2) (27 de janeiro de 2005)
- Infinite Undiscovery (Xbox360) (11 de setembro de 2008)
- Resonance of Fate -  (Xbox360 e Playstation 3) (28 de Janeiro de 2010)
- Beyond the Labyrinth -  (Nintendo 3DS)